# شینکانسن

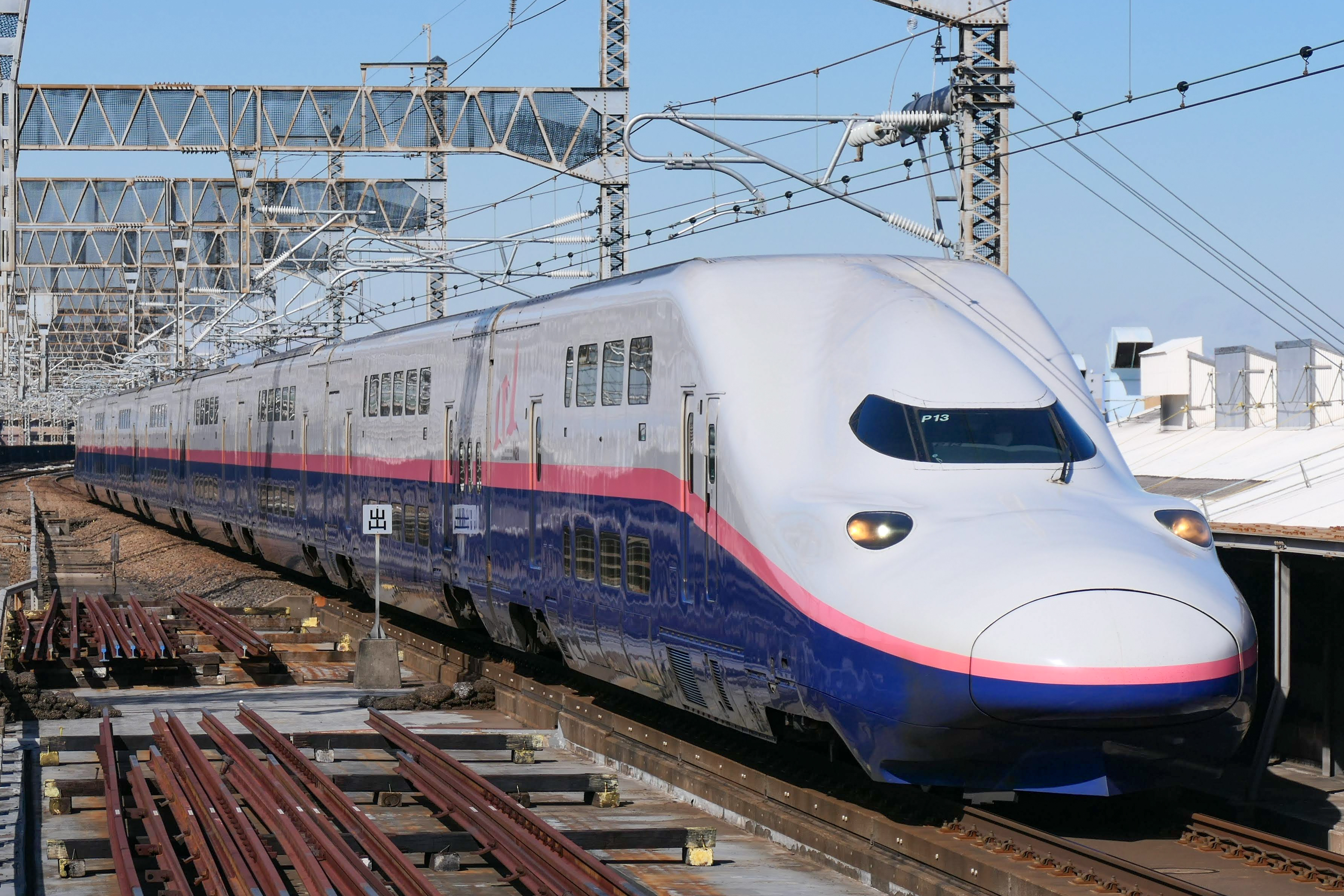
یک دستگاه قطار شینکانسن در ایستگاه.

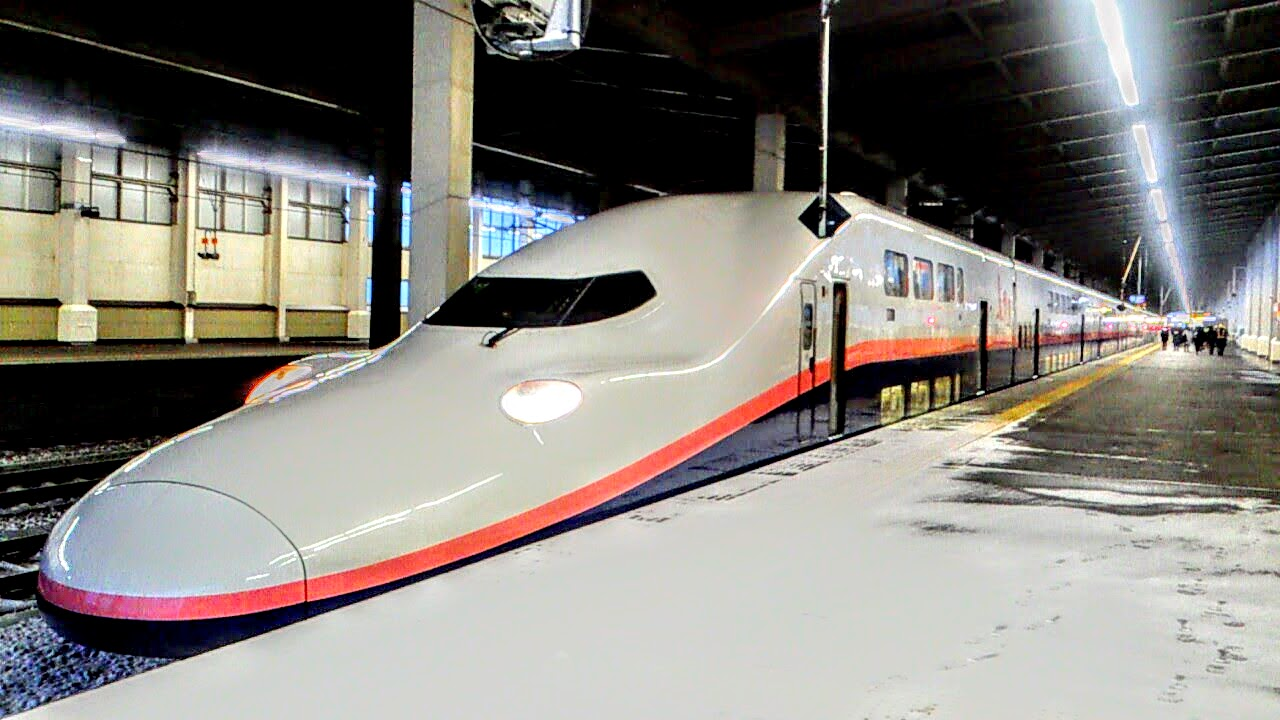
یک دستگاه قطار شینکانسن مدل ای۴.

شینکانسِن (به ژاپنی: 新幹線) یا «قطار گلوله‌ای» نامی است که به شبکه قطارهای تندرو ژاپن داده شده و برای اشاره به خود قطارهای این شبکه هم استفاده می‌شود. این شبکه از سال ۱۹۶۴ راه‌اندازی شده‌است و مدیریت آن با شرکت راه‌آهن ژاپن (جی‌آر) است. بالاترین سرعت عملیاتی شینکانسن ۳۲۰ کیلومتر در ساعت است.‎
سرعت آزمایش‌شده در سال ۱۹۹۶ میلادی برای شینکانسن عادی برابر ۴۴۳ کیلومتر بر ساعت و برای قطارهای مغناطیسی (مَگلِو) ژاپن با رکورد جهانی ۶۰۳ کیلومتر بر ساعت در آوریل سال ۲۰۱۵ میلادی بوده‌است.
شبکه شینکانسن در خارج از ژاپن به دلیل سرعت بالا و امنیت و سر وقت بودن حرکت قطارها مورد تحسین است. شینکانسن از نظر امنیت، رکورددار قطارهای تندرو جهان به‌شمار می‌رود که در طول ۴۴ سال فعالیت و حمل ۷ میلیارد مسافر تاکنون هیچ تلفاتی بر جای نگذاشته‌است (با احتساب زمین‌لرزه و طوفان).
قطارهای شینکانسن در خطوط جداگانه‌ای حرکت می‌کنند که تداخلی با قطارهای دیگر ندارد و توسط پنج شرکت زیرمجموعه گروه راه‌آهن ژاپن (جی‌آر) اداره می‌شوند. در دو مسیر قطارهای گلوله‌ای بین انواع مختلف خدمات تمایز قائل شده‌اند. مسیر «نوزومی» فقط در بزرگترین ایستگاه‌ها توقف می‌کند، مسیر «هیکاری» در ایستگاه‌های بیشتری توقف می‌کند و «کُداما» کندترین سرویس است که در همه ایستگاه‌ها توقف می‌کند. علاوه بر مسیرهای معمولی شینکانسن، دو خط نیز به نام مینی‌شینکانسن وجود دارد که مسیر خود را با قطارهای دیگر معمولی به اشتراک می‌گذارند.

## نام‌گذاری
شینکانسن (新 幹線) به معنی «خط اصلی جدید» در ژاپنی است. این اصطلاح هم برای قطارها و هم برای خطوط راه‌آهن استفاده می‌شود. به قطارهای این خط 弾 丸 列車 (دانگان رِشسا) نیز می‌گوید که به معنی قطار گلوله‌ای است و در انگلیسی، به آن bullet train گفته می‌شود که به همین معنا است. این اصطلاح به سال ۱۹۳۹ بازمی‌گردد، زمانی که اولین ایده برای شینکانسن به وجود آمد و امروزه بسیار پراستفاده است. نام رسمی انگلیسی آن سوپراکسپرس (Superexpress) یا به ژاپنی 超 特急 (چو-توک‌کیو) است که در علامت‌گذاری خطوط و اعلانات نیز استفاده می‌شود. تا سال ۱۹۷۲، این نام منحصراً برای قطارهای خط هیکاری در شینکانسن توکایدو استفاده می‌شد.
قطارهای شینکانسن دارای سری‌های مختلف از جمله: سری ۰ سری ۱۰۰ سری ۲۰۰ سری ۳۰۰ سری ۴۰۰ سری ۵۰۰ سری ۷۰۰ سری N۷۰۰ سری ۸۰۰ سری E۱ سری E۲ سری E۳ سری E۴ سری E۵ می‌باشد.

## تاریخچه

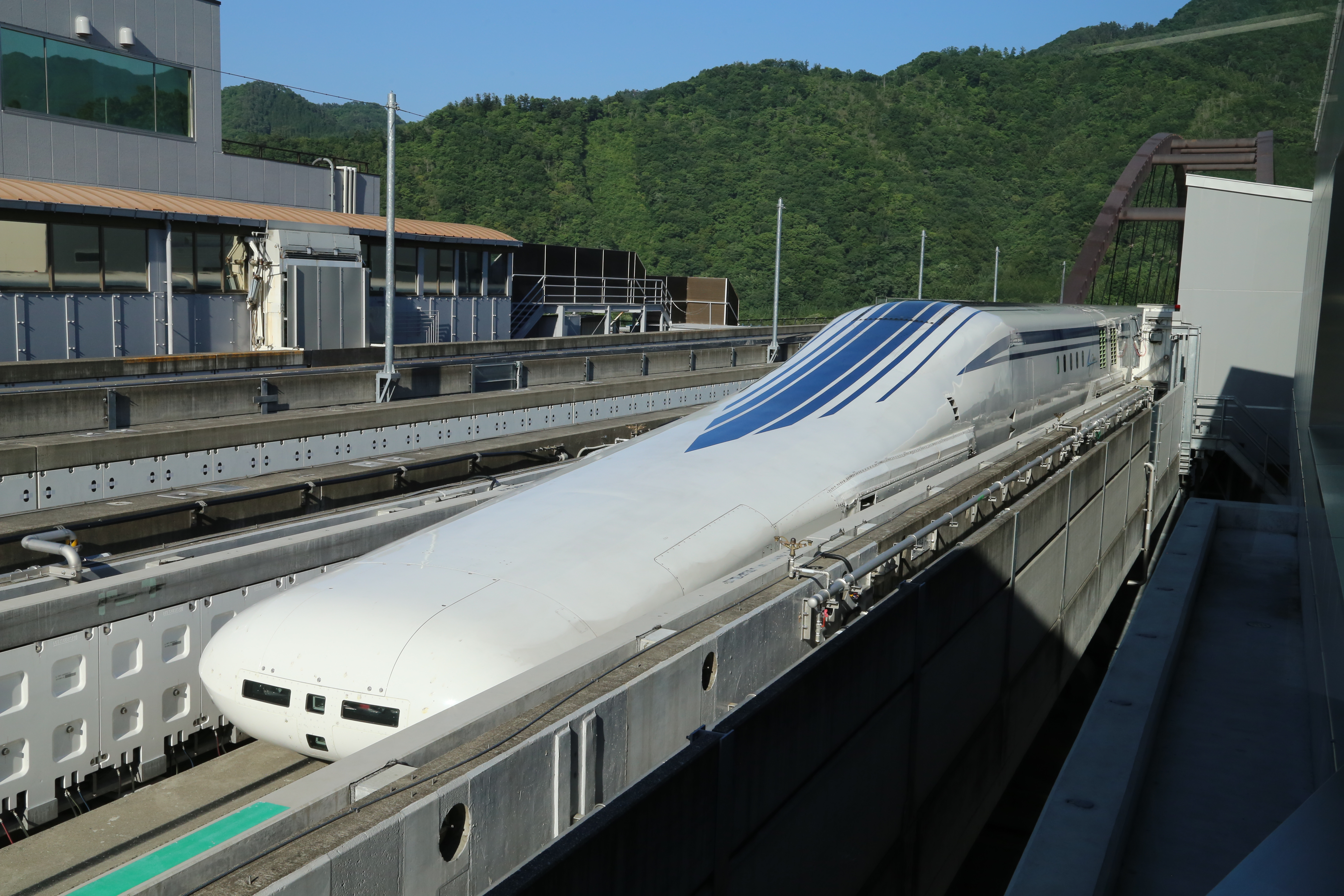
یک دستگاه شینکانسن مغناطیسی در جریان مسیرپیمایی آزمایشی.

ژاپن اولین کشور جهان بود که راه‌آهن سریع‌السیر ساخت. این اتفاق در دوره پس از جنگ رخ داد، زمانی که در اکثر کشورها تصور می‌شد راه‌آهن دوره طلایی خود را پشت سر گذاشته و رقابت را به خودرو و هواپیما باخته‌است. دقیقاً در این زمان بود که راه‌آهن ژاپن یک پروژه بلندپروازانه را آغاز کرد.
خطوط آهن موجود در این کشور به دلیل وجود کوه‌های زیاد از نوع پهنای ۱۰۶۷ میلی‌متری (راه‌آهن دماغه‌ای) بود. از آنجا که این پهنای کم برای سرعت‌های بالا مناسب نیست، این امر باعث شد که نیاز به یک شبکه ریلی جدید و سریع در ژاپن بسیار بیشتر از سایر کشورها حس شود. برای شینکانسن پهنای استاندارد انتخاب شد که ۱۴۳۵ میلی‌متر است.
اولین مسیر شینکانسن برای توکیو به اوزاکا درنظر گرفته شد. مسیر جدیدی به طول ۵۱۵٫۴ کیلومتر ساخته شد که دارای پیچ‌های بزرگی بود که باید تونل‌ها و پل‌های لازم برای آن ساخته می‌شد. گذرگاه‌های غیرهم‌سطح زیادی در مسیر ساخته شد و ریل‌ها به گونه‌ای جوش داده شدند که ارتعاشات را به حداقل برساند. این پروژه با انتقادات شدیدی روبرو شد و در نهایت دو برابر بودجه اختصاص‌یافته به آن، هزینه داشت. دو چهره برجسته این پروژه، یعنی مهندس ارشد هیدئو شیما و شینجی سوگو، رئیس شرکت راه‌آهن، به‌خاطر این وضعیت پیش‌آمده استعفا دادند. با این حال، هنگامی که این خط در سال ۱۹۶۴ به بهره‌برداری رسید، افکار عمومی با شور و شوق از آن استقبال کرد.
خط اول، بین توکیو، ناگویا و اوزاکا، که توکایدو (Tōkaidō) اکسپرس نامیده شد، در همان سالی که المپیک تابستانی در توکیو (۱۹۶۴) برگزار شد، راه‌اندازی شد. در ابتدا، قطارها با سرعت ۲۰۰ کیلومتر در ساعت حرکت می‌کردند که در آن زمان بی‌سابقه بود. بعداً سرعت آن به ۲۲۰ کیلومتر در ساعت افزایش یافت. پس از موفقیت خط اول، خطوط بیشتری ساخته شد. پس از سال ۲۰۱۰، برخی از خطوط به‌راستی با سرعت ۳۰۰ کیلومتر در ساعت نیز حرکت کردند.
با این حساب سرعت مورد استفاده روزانه قطارهای شینکانسن کمی کمتر از اینترسیتی-اکسپرس آلمان و ت ژ و فرانسه است که هر دو با سرعت ۳۲۰ کیلومتر در ساعت در خط پرسرعت شرق اروپا (LGV Est) در فرانسه حرکت می‌کنند. در همین حال، کار بر روی ساخت نسخه مغناطیسی (مَگلِو) شینکانسن ادامه دارد که قرار است از سال ۲۰۲۷ مسیر توکیو - اوزاکا را با سرعت ۵۰۰ کیلومتر در ساعت بپیماید.

## وقت‌شناسی و ایمنی
شبکه شینکانسن در سطح بین‌المللی به دلیل وقت‌شناسی و شمار زیاد رفت‌وآمد قطارهایش معروف است. متوسط دیرکرد هر قطار شینکانسن در سال کمتر از یک دقیقه است. در ساعت شلوغی، هر ساعت ۱۳ قطار شینکانسن بین توکیو و اوزاکا تردد دارند. 

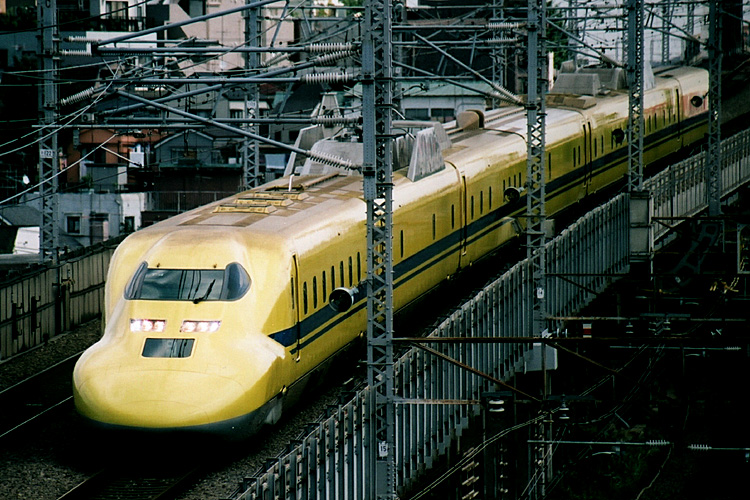
«دکتر زرد»، قطار عیب‌یاب ریل‌های شینکانسن.

به دلیل سرعت زیاد، خواندن علائم و سیگنال‌ها برای لوکوموتیورانان شینکانسن دشوار است و به همین دلیل از ابتدا برای این شبکه از کنترل مرکزی تردد استفاده می‌شود. در نتیجه، لوکوموتیوران از راه دور از فاصله خود تا وسیله نقلیه جلویی آگاه است و می‌تواند پیش‌بینی‌های لازم را انجام بدهد. بعداً، سیستمی معرفی شد که در آن سرعت هر قطار به‌طور خودکار بر اساس قطار قبلی تنظیم می‌شود و جبران تاخیرها را آسان‌تر می‌کند. عیب‌یابی ریل‌ها با قطارهای تشخیصی مخصوصی بررسی می‌شود که کوتاهتر و به رنگ زرد هستند و به آنها اصطلاحاً «دکتر زرد» می‌گویند.
ژاپن کشور زمین‌لرزه‌ها است و به این خاطر حسگرهایی در طول مسیر شینکانسن قرار داده شده که به محض تشخیص لرزش زمین، برق را قطع کرده و پس از آن ترمزهای اضطراری در قطارها را به‌طور خودکار فعال می‌کند.‎
در زمین‌لرزه ۲۳ اکتبر ۲۰۰۴، یک قطار شینکانسن از ریل خارج شد، که اولین مورد از چنین سانحه‌ای در ۴۰ سال سابقه فعالیت شینکانسن بود. این سانحه هیچ کشته‌ای نداشت. در سال ۲۰۱۳ نیز یک قطار از ریل خارج شد اما هیچ مصدومیتی نداشت. در نتیجه در بیش از پنجاه سال سابقه شینکانسن هیچ حادثه مرگباری رخ نداده است.

## ویژگی‌های قطارها

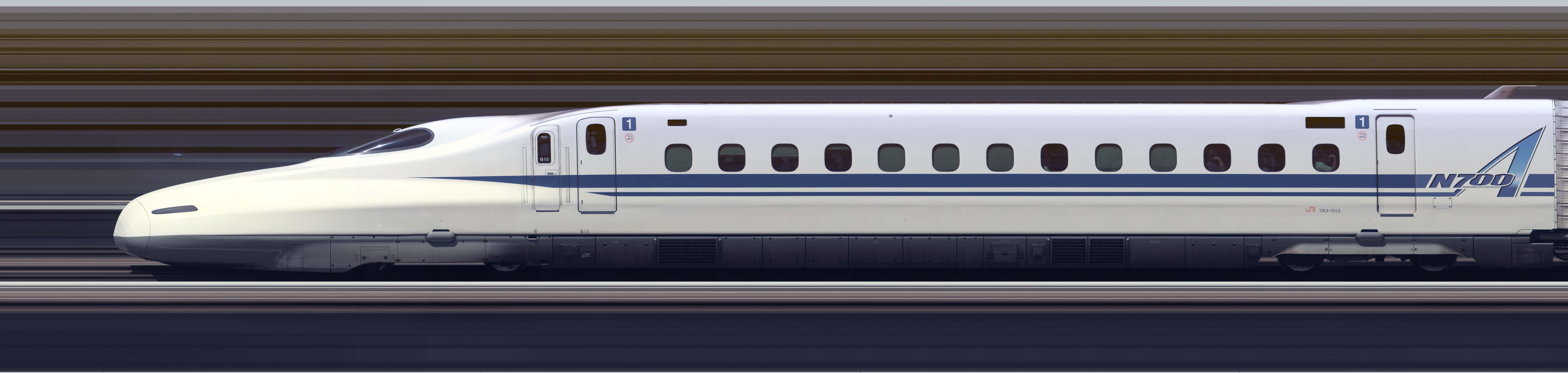
یک قطار سریع‌السیر در حال حرکت

قطارهای شینکانسن معمولاً طول زیادی دارند و قطارهای آنها حداکثر تا ۱۶ واگن دارد. مدل اصلی، سری صفر شینکانسن که ساخت آن از سال ۱۹۶۳ آغاز شد، با برخی تغییرات لازم با گذشت سال‌ها، تا سال ۱۹۸۶ ساخته می‌شد. آخرین سری صفر در سال ۲۰۰۸ از رده خارج شد.
برخلاف روش قبلی قرار دادن یک موتور در جلو، در قطارهای بعدی چندین موتور در طول قطار جای داده شد. این امر به شینکانسن اجازه می‌دهد در صورت خرابی یک یا چند موتور به رانندگی خود ادامه دهد. توزیع موتورها همچنین باعث حرکت بهتر در شیب‌ها می‌شود.‎
در این بین، مدل‌های جدیدی اضافه شده‌اند که در آن‌ها توجه زیادی معطوف به آیرودینامیک بودن است و این، در طراحی‌های خاص این قطارها نمایان است. این کار فقط برای بهبود سرعت انجام نشده بلکه در سرعت‌های بالا هنگام ورود قطار به تونل، صداهای انفجارگونه‌ای به گوش می‌رسید که شکل جدید قطارها این معضل را رفع کرده و آلودگی صوتی را نیز کاهش داده است.
به منظور سبک‌تر شدن قطارها، جنس آن‌ها از آلومینیوم انتخاب شد و پس از مدتی سازندگان موتور شینکانسن نیز به جای جریان مستقیم به جریان متناوب برق روی آوردند. در سال ۱۹۹۱ رکورد ۳۲۵٫۷ کیلومتر در ساعت برای این موتورها ثبت شد.
شینکانسن همچنین به عنوان یک محصول صادراتی دیده می‌شود. راه‌آهن سریع‌السیر تایوان ابتدا قرار بود توسط یک کنسرسیوم آلمانی-فرانسوی توسعه داده شود، اما پس از فاجعه قطار اِشِده در ۱۹۹۸، مقام‌های تایوانی شینکانسن، از نوع THSR 700T را برای توسعه ریلی خود برگزیدند.
راه‌آهن چین نیز با دریافت پروانه ساخت از شینکانسن، نسخه‌ای از این قطارها را ساخته است. در تعدادی از کشورها، از جمله ایالات متحده، صحبت از خرید قطار و فناوری مربوط به شینکانسن است.‎

## خطوط
مهم‌ترین خطوط شینکانسن عبارتند از:
| خط                | مبدا        | مقصد          | درازا         | بهره‌بردار    | افتتاح    |
| ----------------- | ----------- | ------------- | ------------- | ------------ | --------- |
| توکایدو شینکانسن  | توکیو       | شین اوساکا    | ۵۱۵٬۴ کیلومتر | جی‌آر مرکزی   | ۱۹۶۴      |
| سانیو شینکانسن    | شین اوساکا  | هاکاتا        | ۵۵۳٬۷ کیلومتر | جی‌آر غرب     | ۱۹۷۲–۱۹۷۵ |
| توهوکو شینکانسن   | توکیو       | شین-آئوموری   | ۶۷۴٬۹ کیلومتر | جی‌آر شرق     | ۱۹۸۲–۲۰۱۰ |
| جوئتسو شینکانسن   | امیا        | نییگاتا       | ۲۶۹٬۵ کیلومتر | جی‌آر شرق     | ۱۹۸۲      |
| هوکوریکو شینکانسن | تاکاساکی    | کانازاوا      | ۳۴۵٬۴ کیلومتر | جی‌آر شرق     | ۱۹۹۷–۲۰۱۵ |
| کیوشو شینکانسن    | هاکاتا      | کاگوشیما-چوئو | ۲۵۶٬۸ کیلومتر | جی‌آر کیوشو   | ۲۰۰۴–۲۰۱۱ |
| هوکایدو شینکانسن  | شین-آئوموری | شین-هاکوداته  | ۱۴۸٬۹ کیلومتر | جی‌آر هوکایدو | ۲۰۱۶      |

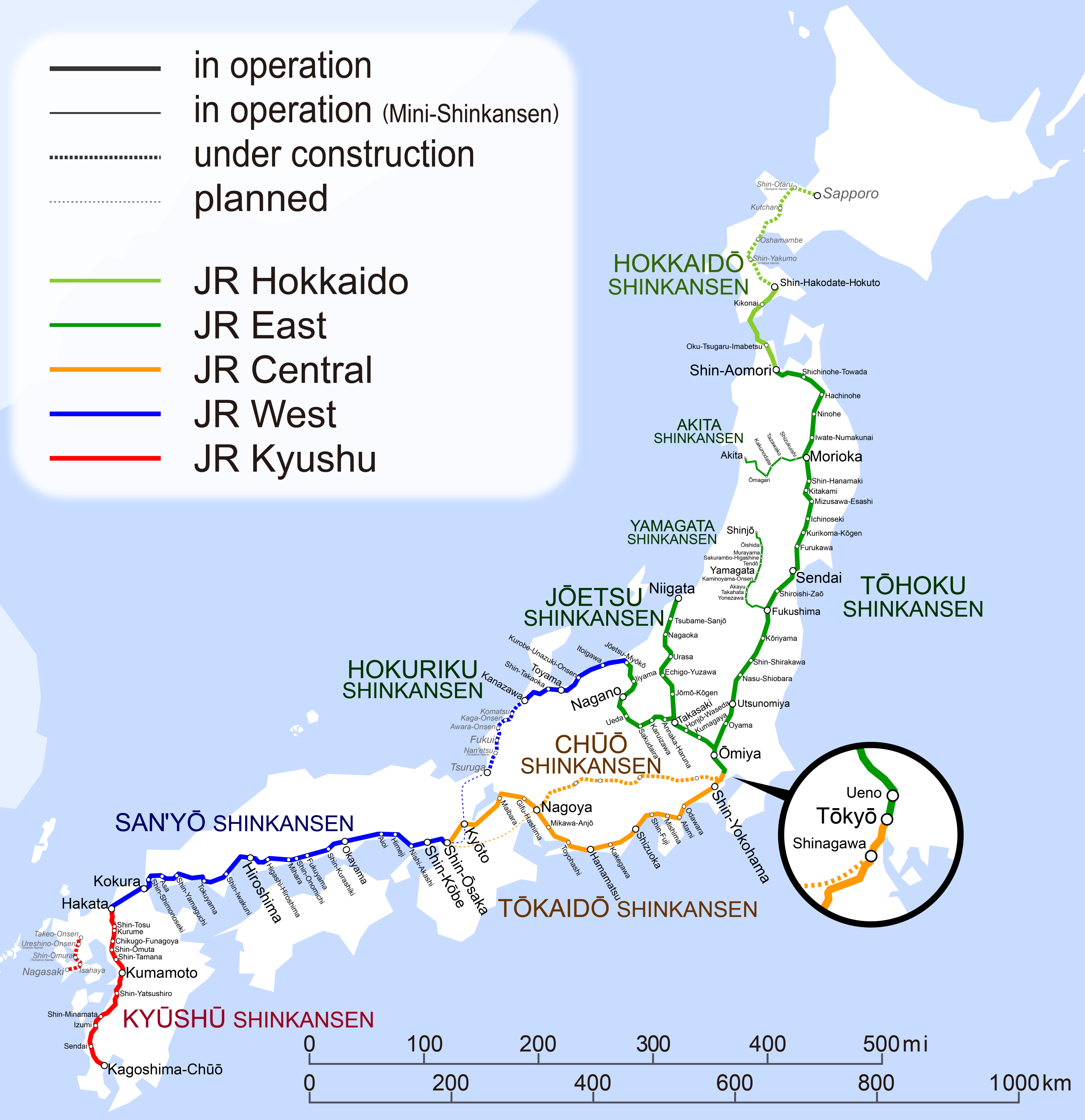
نقشه خطوط شینکانسن

بیشتر خطوط پیشنهادی راه‌آهن شینکانسن که در زمان اوج‌گیری بار رفت‌وآمد در دهه ۱۹۷۰ پیشنهاد شده بود فعلاً به‌طور نامحدود به تأخیر افتاده‌است. این شامل ارتباط با جزیره شیکوکو از طریق پل هونشو-شیکوکو و اتصال از توکیو به فرودگاه بین‌المللی جدید است. مسیری که کل ساحل غربی هونشو را پوشش می‌دهد، به ویژه بخش نیگاتا/شین-اوساکا، در حال ساخت است.

## نگاره‌ها

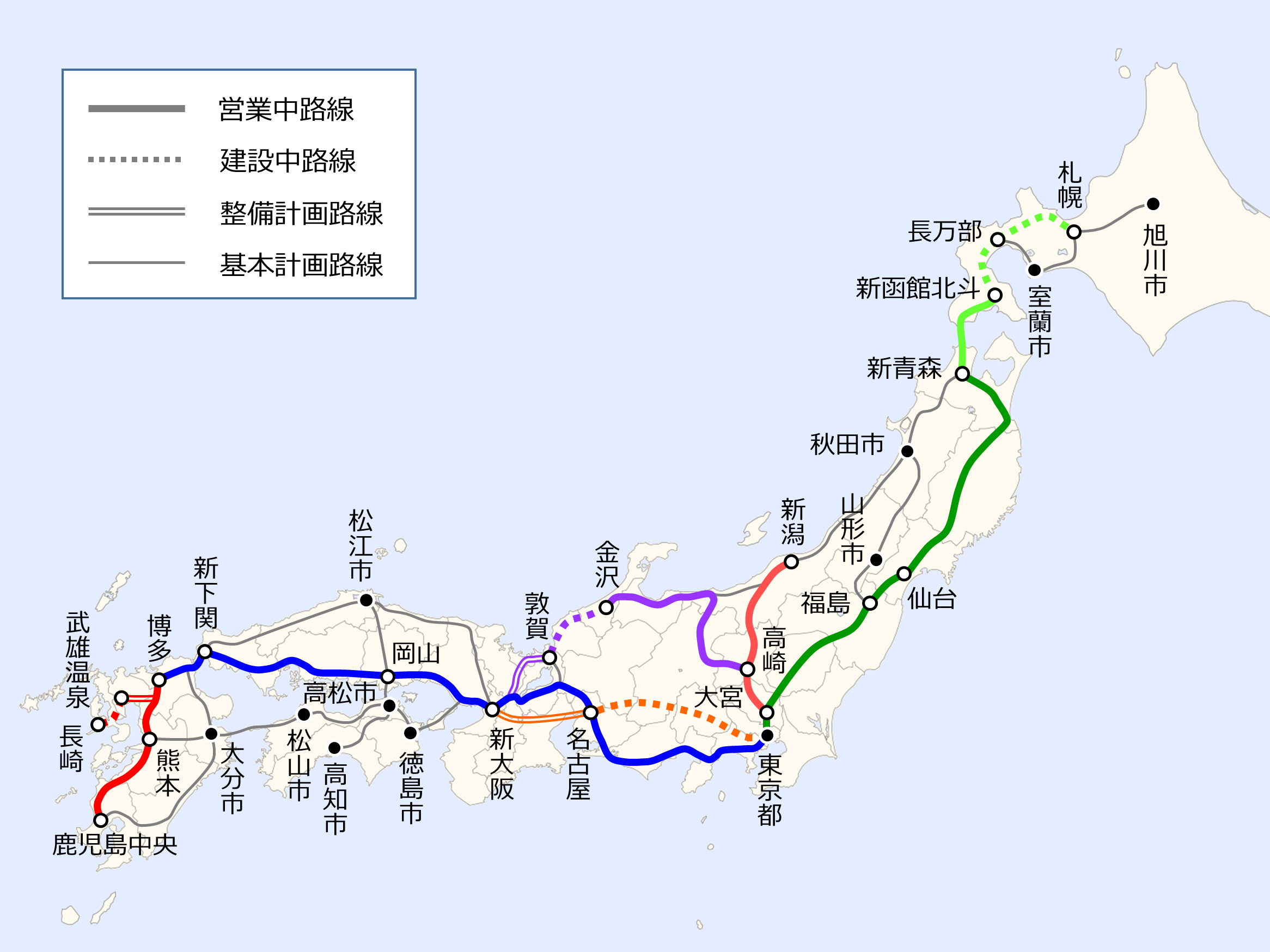
خطوط کنونی و طراحی‌شده
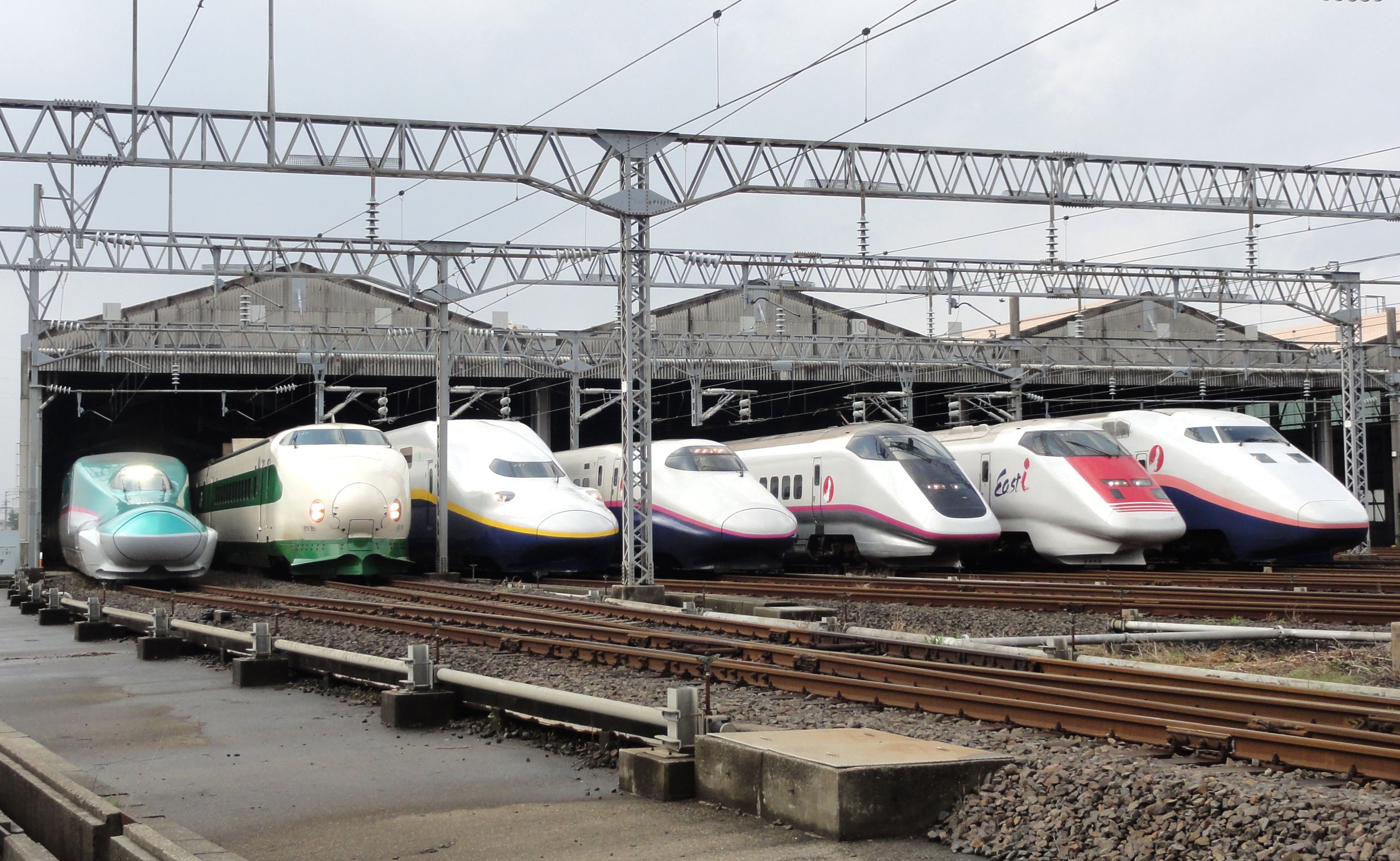
به صف شدن قطارهای شینکانسن در آمادگاه نیگاتا
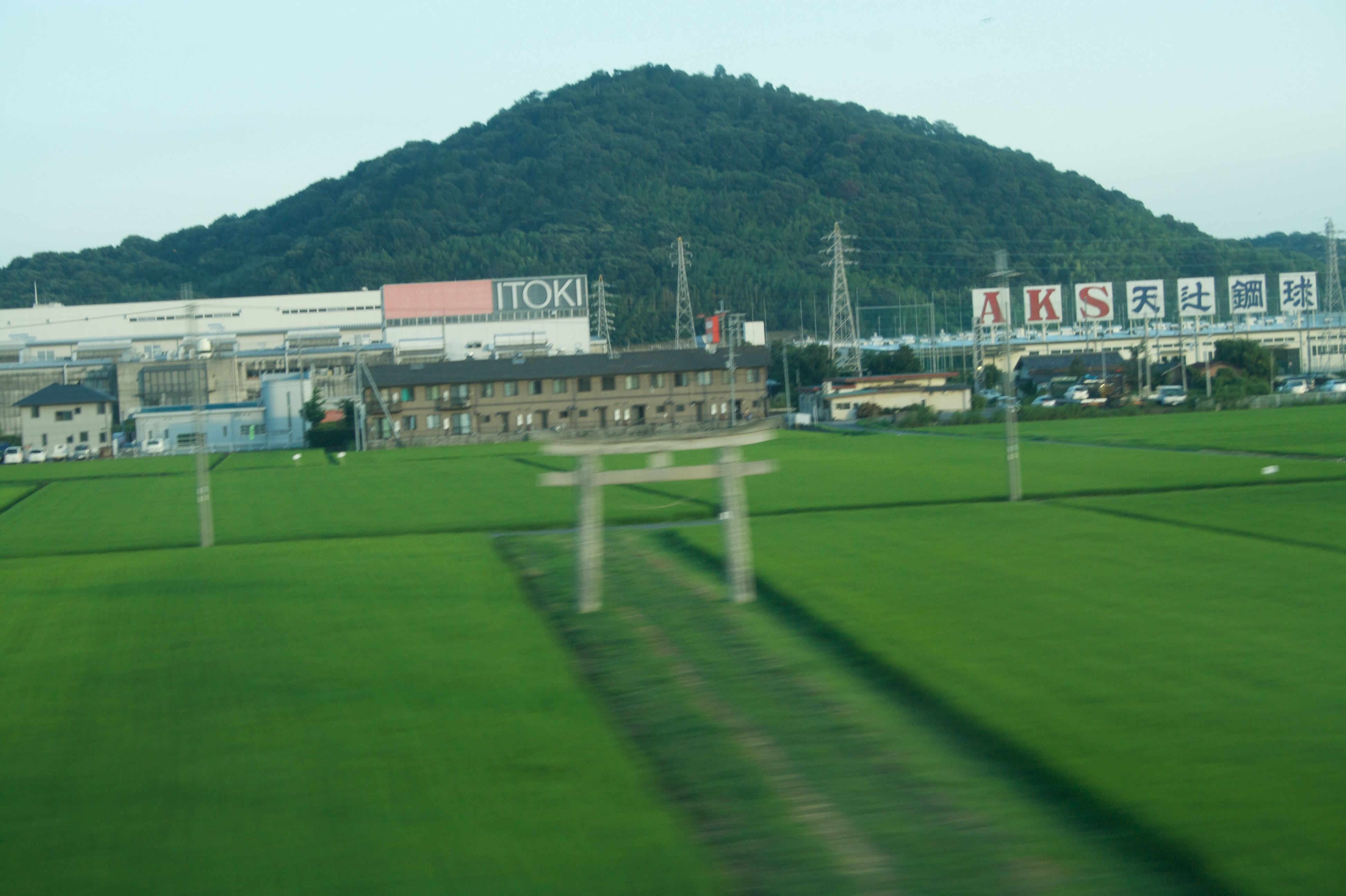
حرکت سریع شینکانسن باعث می‌شود گرفتن عکس‌های واضح از مناظر برای مسافران سخت باشد
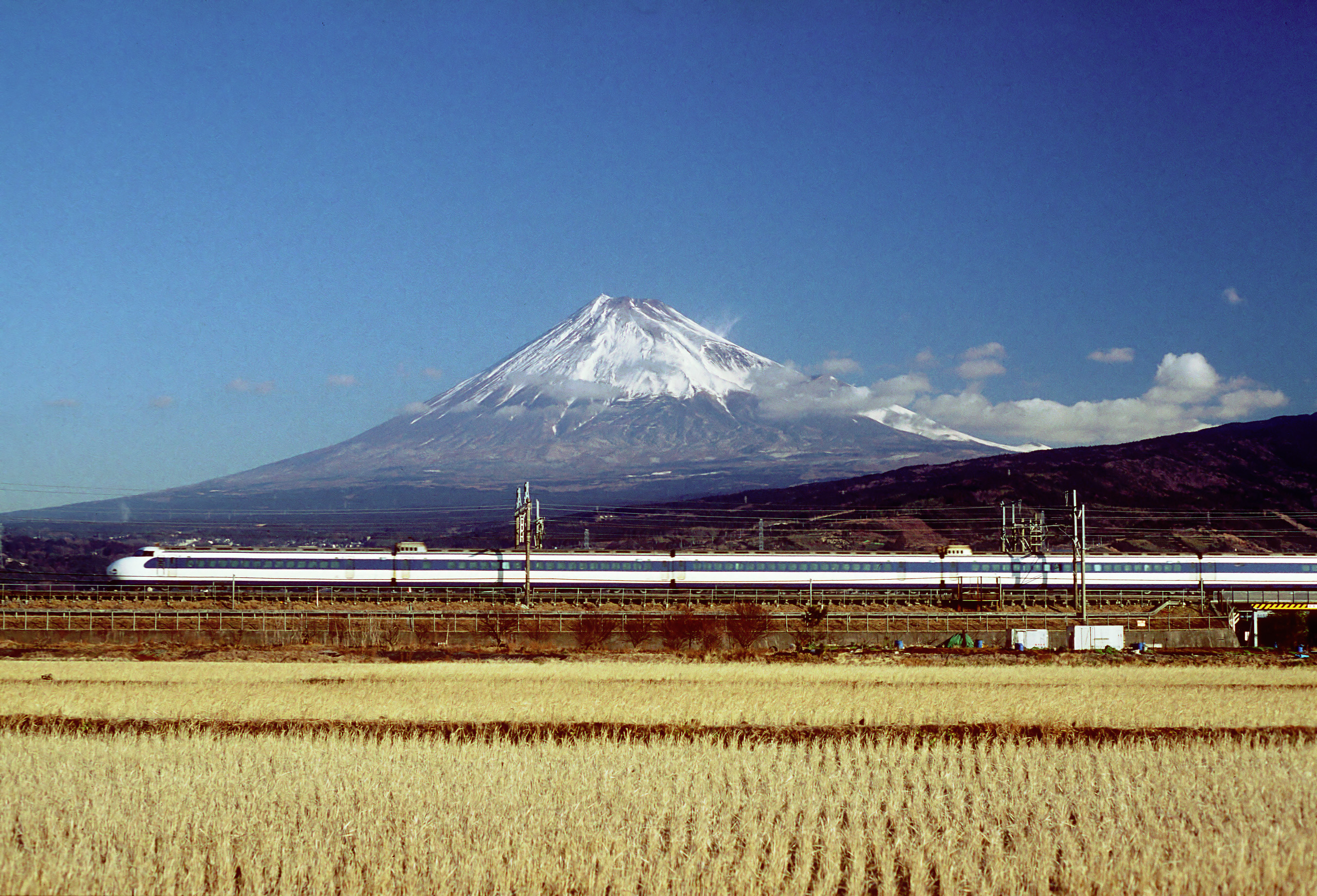
کوه فوجی
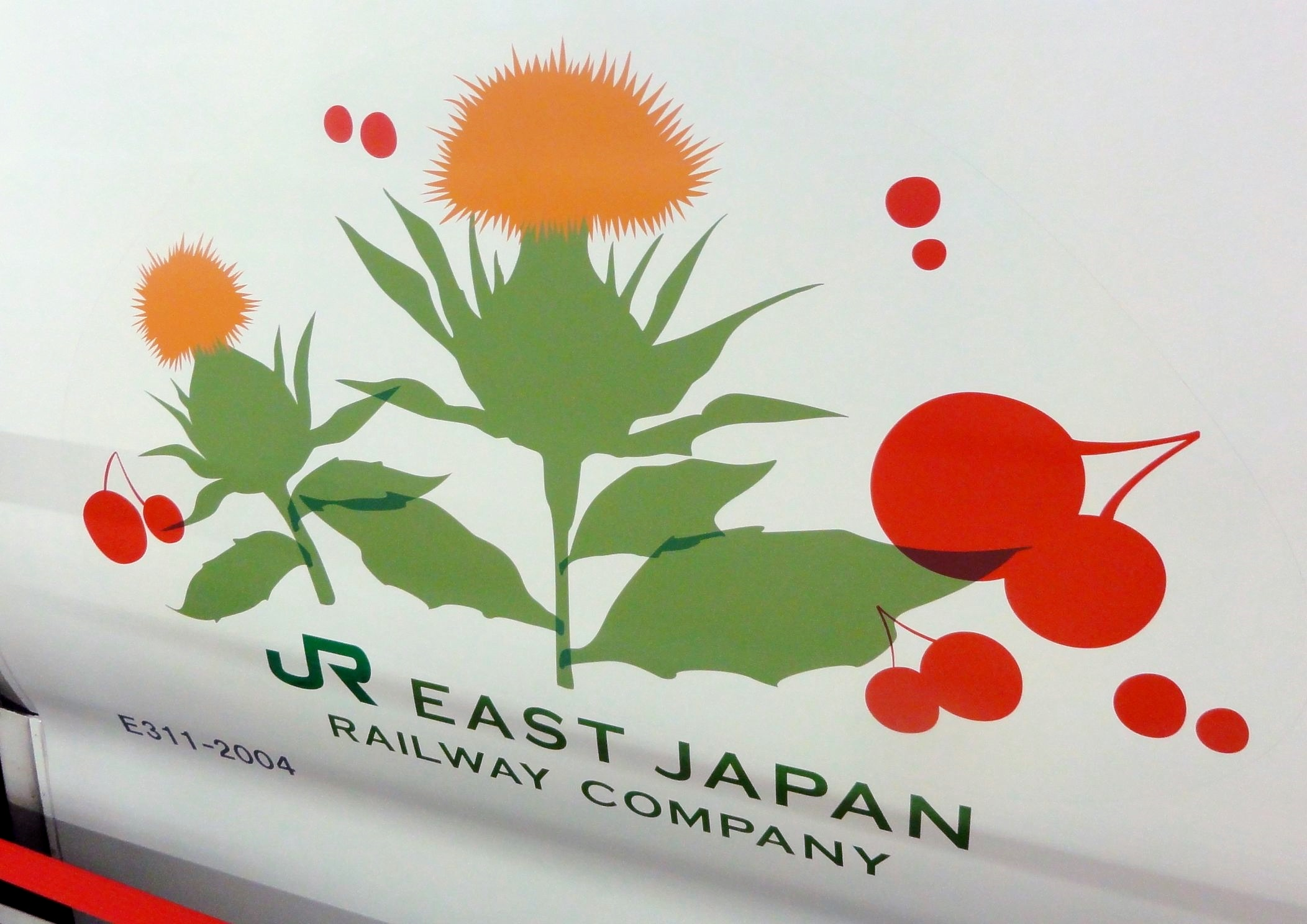
از تزئینات سری ای۳ شینکانسن